# Ел Каризо, Каризо дел Моско (Маскота)
Ел Каризо, Каризо дел Моско (шп. El Carrizo, Carrizo del Mosco) насеље је у Мексику у савезној држави Халиско у општини Маскота. Насеље се налази на надморској висини од 1219 м.

## Становништво
Према подацима из 2010. године у насељу је живело 13 становника.

### Хронологија
| Година       | 2000 | 2005        | 2010 |
| ------------ | ---- | ----------- | ---- |
| Становништво | 5    | 17 (6 / 11) | 13   |

### Попис
| # | Индикатор                     | Вредност |
| - | ----------------------------- | -------- |
| 1 | Укупно домаћинстава           | 5        |
| 2 | Укупно насељених домаћинстава | 2        |
| 3 | Величина локације             | 1        |